# HD 65216 b
HD 65216 b (بالإنجليزية: HD 65216 b)‏ الذي يرمز له بالرمز HD 65216b، هو كوكب خارج المجموعة الشمسية، في كوكبة القاعدة، يتبع HD 65216 ‏.

## الاكتشاف
اكتشف في 30 يونيو 2003، وكانت طريقة الاكتشاف سرعة شعاعية.